# Serena/Io corro da te
Serena/Io corro da te è un singolo della cantante italiana Gilda Giuliani, pubblicato dalla casa discografica Ariston Records.

## Serena
È  la canzone più conosciuta della cantante, ha partecipato al Festival di Sanremo 1973 classificandosi al quinto posto. Nello stesso anno con Serena ha partecipato anche a Canzonissima. Gli autori sono Gino Mescoli e Vito Pallavicini.

## Io corro da te
È il lato B della canzone sanremese Serena. Gli autori sono Guido d'Andrea, A. Ferrari e Gianluigi Guarnieri.

## Tracce
Lato A
1. Serena – 4:15

Lato B
1. Io corro da te – 3:00